# Kwisatz Haderach
Kwisatz Haderach, literalmente, "El camino más corto", es un término utilizado en la saga de novelas Dune de Frank Herbert.
Bajo esta denominación, típica de la Bene Gesserit, se esconde "lo desconocido", el ser humano perfecto que la Hermandad Bene Gesserit intentó conseguir por manipulación genética controlada durante generaciones. El resultado final sería un "macho" Bene Gesserit con poderes inmensos, capaz de hacer de puente entre el espacio y el tiempo, ver el futuro, y acceder a Otras Memorias masculinas, restringidas a las Reverendas Madres.
Los planes de la Bene Gesserit implicaban al Barón Vladimir Harkonnen como fuente del esperma original en la penúltima generación de la manipulación; su hija natural Dama Jessica, más tarde una Reverenda Madre, fue entregada como concubina al Duque Leto Atreides para engendrar una hija. Sin embargo,  por amor a él, Jessica engendró un niño, Paul Atreides, quien al ir al planeta Arrakis (Dune) se convirtió en el tan ansiado Kwisatz Haderach, aunque fuera del control de la Bene Gesserit.